# Hobie 14

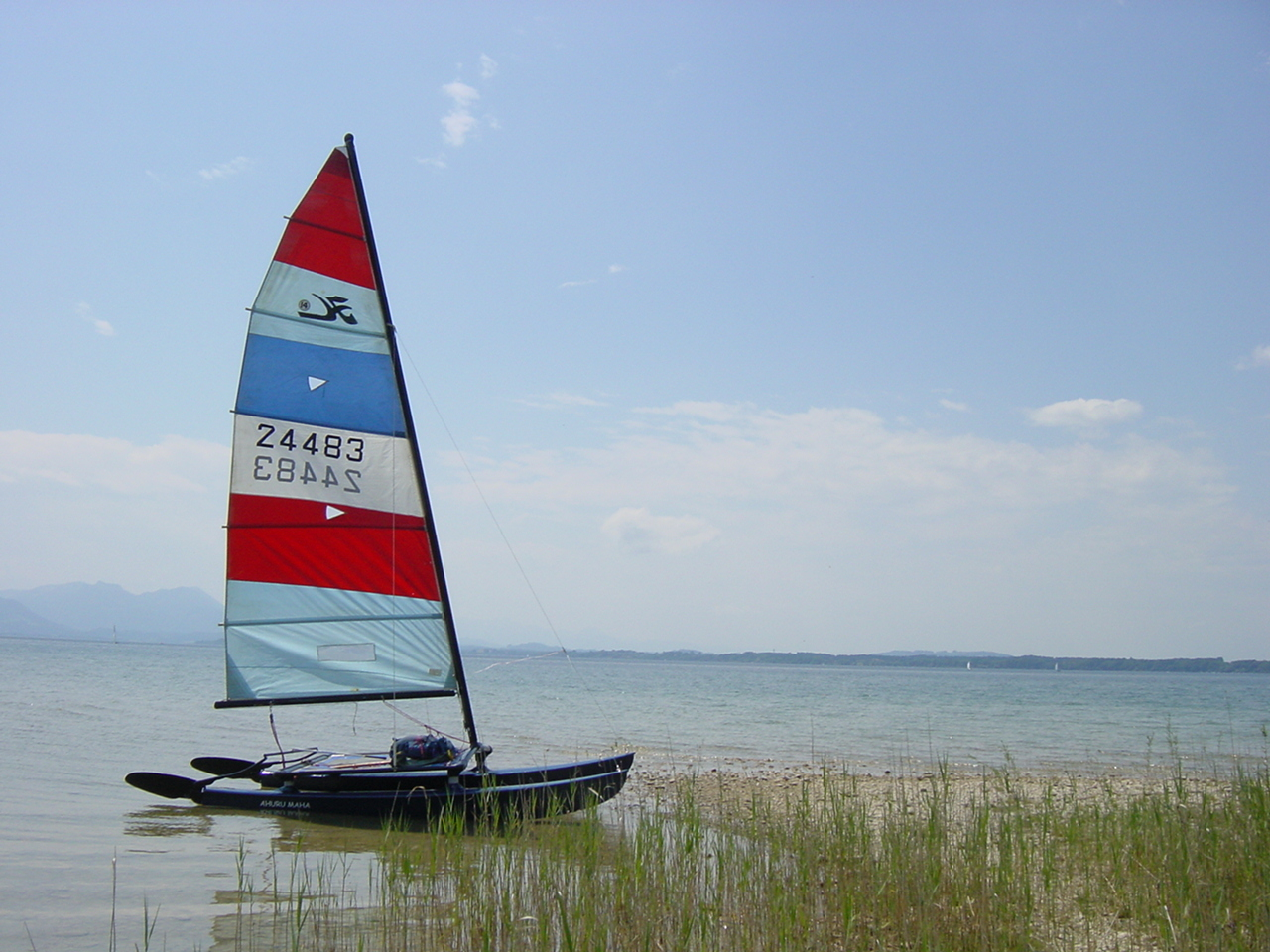
Hobie 14

Der Hobie 14-Katamaran ist der mit am häufigsten verbreitete Sportkatamaran weltweit.
Der Hobie 14 wurde 1968 als erster Katamaran einer Serie von dem US-Amerikaner Hobart Alter (Rufname Hobie) konstruiert. 1971 gründete Hank Paulo in Frankreich die erste Hobie-Cat-Werft in Europa. Der Hobie 14 hat durch die International Sailing Federation (ISAF) offiziell den internationalen Status erhalten.
Das 14 im Namen bezieht sich auf die Länge 14ft = 4,26m